# Otto Karl Claudius

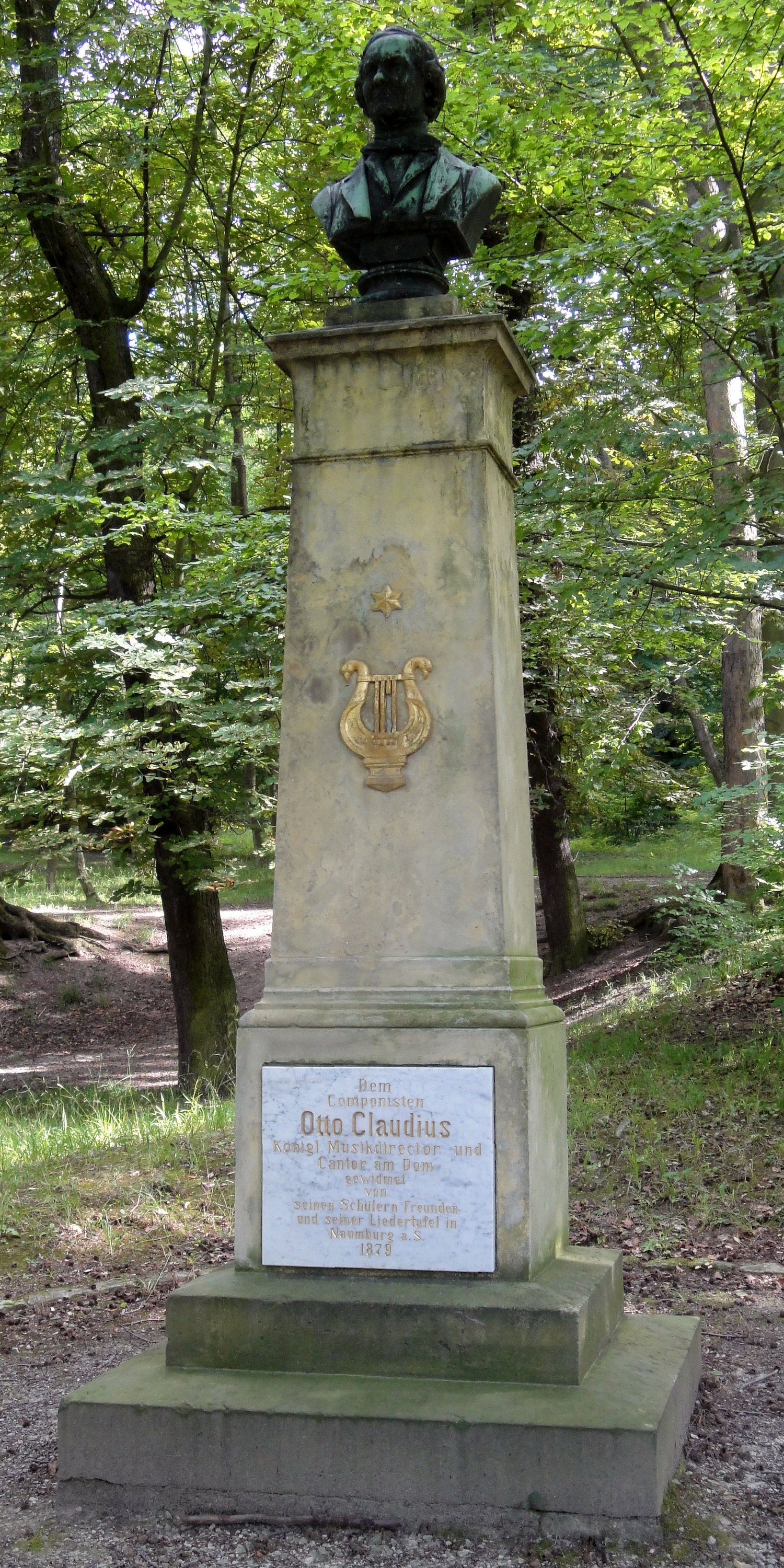
Otto-Claudius-Denkmal im Bürgergartenpark Naumburg

Otto Karl Claudius (geb. 6. Dezember 1794 in Sohland am Rotstein; gest. 3. August 1877 in Naumburg) war in Naumburg, Kantor, Chorleiter und Komponist.

## Leben
Claudius war ein Sohn des Geleitsinspektors Ferdinand Claudius und dessen Frau. Er hatte 8 Geschwister und wuchs, nachdem sein Vater nach Kamenz versetzt worden war, bei den Großeltern auf. Er besuchte das Gymnasium in Görlitz. Dort förderte man sein musikalisches Talent und nahm ihn in den Chor auf. Nach dem Tod seiner Eltern erhielt er 1816 an einer Stadtschule in Zittau eine Anstellung als Gesangslehrer. Zudem verdiente er sich durch Privatunterricht etwas hinzu und lernte so seine sechs Jahre ältere erste Ehefrau kennen. Ihr gemeinsamer Sohn Arthur starb kurz nach der Geburt. Da die Ehe nicht glücklich verlief und Claudius sich weiterbilden wollte, zog er nach Leipzig und reichte die Scheidung ein. Nach dem Erhalt einer Bürgschaft ließ er sich dort nieder und wurde vom Thomaskantor Christian Theodor Weinlig im doppelten Kontrapunkt unterrichtet. Zu seinen ersten Werken zählen die Ouvertüre und die Einleitung zu seiner Oper „Arion“, die im Februar 1827 in Gemeinschaft mit Werken von Felix Mendelssohn Bartholdy aufgeführt wurden. Es folgten weitere Kompositionen, die zur Aufführung und in den Druck kommen. Um 1828 heiratete er seine zweite Frau. 1829 bewarb sich Claudius in Naumburg um die Stelle als Domkantor. Er war einer von 14 Bewerbern und erhielt schließlich die Anstellung, die mit 300 Talern vergütet wurde. Er wohnte dort in der Seilergasse 15. Er trug den Titel „königl. preuß. Musikdirektor“ und hinterließ zahlreiche Lieder. Gegen einen Robert Schumann oder einen Richard Wagner vermochte er sich allerdings nicht durchzusetzen. Letzteren hatte er bei sich empfangen. Es hat sich sogar ein Brief Wagners an Claudius vom 29. Juni 1845 erhalten. Da seine Ehefrau schwer erkrankte, stellte er eine Haushälterin ein, mit der er einen unehelichen Sohn zeugte, den er später, nach dem Tod seiner Frau, im Alter von 15 Jahren Adoptierte.

## Werke (Auswahl)
- Neun Lieder von W. Müller mit Begleitung des Pianoforte. Breitkopf & Härtel, Leipzig [1833].
- Studien für den Gesang. Conrad Glaserl, Schleusingen 1838, Band 1, 1. und 2. Lieferung (digitale-sammlungen.de). (Op. 19, Partituren).
- Der Gang nach dem Eisenhammer: romantische Oper in 3 Aufzügen. Sieling, Naumburg [1884] (bildsuche.digitale-sammlungen.de, nach der Ballade Der Gang nach dem Eisenhammer von Friedrich Schiller)

## Ehrungen
Im Jahr 1879 wurde in Naumburg der nach ihm benannte „Claudius-Chor“ gegründet. Dieser wiederum errichtete ihm zu Ehren im Bürgergarten ein Denkmal. Geschaffen hatte die Büste der Bildhauer Hermann Hultzsch in Dresden. Gegossen wurde das Porträt in Berlin. Die Steinmetzarbeiten besorgte Karl Weidner aus Naumburg. Im Bürgergartenviertel gibt es auch eine Claudiusstraße.